# Carol Welsman
| Carol Welsman                             | Carol Welsman                             |
| Kattints az alábbi külső linkek egyikére! | Kattints az alábbi külső linkek egyikére! |
| ----------------------------------------- | ----------------------------------------- |
| Nem található szabad kép.(?)              |                                           |
| külső link · jogvédett                    | Carol Welsman                             |

Carol Welsman (Toronto, 1960. szeptember 29. –), kanadai dzsesszénekesnő, zongorista. A Torontói Szimfonikus Zenekar alapítójának (Frank Welsman) és első karmesterének unokája, John Welsman zeneszerző nővére. Hatszor jelölték Juno-díjra, ami Kanadában a Grammy-díjjal egyenértékű.

## Pályafutása
Torontóban született. Gyermekkorában klasszikus zongorázást tanult. Aztán a bostoni Berklee College of Musicba járt. A Kanadai Művészeti Tanácstól kapott támogatásnak köszönhetően énekelni tanult Párizsban Christiane Legrandnál. 1990-ben visszatért Torontóba, és a Torontói Egyetem dzsesszelőadói szakán vokális dzsessz improvizációt tanított. 1995-ben kiadta első albumát (Lucky to Be Me), ami Dzsessz-sztenderdeket és saját dalát, a „This Lullaby”-t tartalmazza. A dalt Céline Dion is felvette a 2004-es „Miracle” albumára „Baby, Close Your Eyes” címmel.
Welsman dalszövegeket írt Ray Charlesnak és Nicole Scherzingernek.
A 2009-es „I Like Men: Reflections of Miss Peggy Lee című” albumát a USA Today a 2009-es év öt legjobb albuma közé sorolta.
Herbie Hancockkal ő volt a 2000-es Billboard Jazz Awards házigazdája. 2005-ben a „The Language of Love” című dokumentumfilm sztárja volt. Brazíliában, Olaszországban és Észak-Amerikában forgatták a filmet, amelyben Herbie Hancockkal, Djavannal és Romano Musumarrával lép fel.
Carol Welsman angolul, portugálul, franciául, olaszul és spanyolul is énekel.

## Albumok
- 1987: Just Imagination
- 1996: Lucky to Be Me
- 1997: Inclined
- 1998: Swing Ladies, Swing!
- 2001: Hold Me
- 2002: The Language of Love
- 2006: What'cha Got Cookin'?
- 2007: Carol Welsman
- 2009: I Like Men
- 2009: Memories of You
- 2012: Journey
- 2015: Alone Together
- 2017: For You
- 2020: Dance With Me

## Díjak
- Jelölések: Juno-díj (hat alkalommal)

## Filmek
- The Language of Love